# Маша і море
«Маша і море» (рос. Маша и море) — фільм 2008 року режисера Олександра Даруга за повістю Лади Лузіної «Маша и Море» 2003 року зі збірки «Я — ведьма».

## Зміст
Маша повинна була провести відпустку зі своїм хлопцем. Та у нього виникають труднощі і поїздка зривається. Несподівано дівчині надходить пропозиція від її знайомої Лінди поїхати на мис Фіолент з нею та її нареченим. Маша дуже хоче знову побачити море і погоджується. Приїхавши, вона виявляє, що у неї дуже багато спільного з нареченим Лінди, Шуриком. Їхня взаємна симпатія все зростає, хоча обоє усвідомлюють порочність цих почуттів. Чи залишаться вони вірними моральним засадам чи дозволять емоціям узяти верх?

## У ролях
- Анастасія Цвєтаєва — Лінда
- Ольга Красько — Маша
- Максим Віторган — Шурік
- Лариса Руснак — Іванна Карамазова
- Олександр Булейко — таксист
- Лариса Яценко — епізод
- Ілона Бойко — подруга Маші